# FilmKoepel
De FilmKoepel is een bioscoop in de Noord-Hollandse stad Haarlem. De bioscoop is gelegen in een uitgegraven kelder van de voormalige Koepelgevangenis aan de Harmenjansweg in Haarlem-Oost.
De bioscoop is gebouwd in een uitgegraven kelder van de gevangenis. Deze is na het sluiten ervan via de gemeente doorverkocht aan een projectontwikkelaar. Een bioscoop maakte onderdeel uit van de plannen van deze ontwikkelaar. En in 2020 werd onder andere met de bouw van de bioscoop begonnen. De bouw werd rond december 2021 afgerond. De geplande opening van de bioscoop moest worden uitgesteld vanwege de geldende lockdown tijdens de coronacrisis. De bioscoop is de vierde bioscoop in de stad na de sluiting van Cinema Palace en de Brinkmann-bioscoop.
De bioscoop beschikt over zes zalen met in totaal capaciteit voor 600 bezoekers. De twee grootste zalen hebben 124 stoelen, in de overige vier zo’n 90 stoelen. Wat betreft aanbod wil het gaan zitten tussen dat van Pathé Haarlem en de Schuur. De FilmKoepel wordt geëxploiteerd door dezelfde eigenaar van de FilmHallen en The Movies in Amsterdam.
De FilmKoepel neemt deel aan het samenwerkingsverband Cineville.